# Bulbostylis ciliata
Bulbostylis ciliata är en halvgräsart som först beskrevs av Karel Presl, och fick sitt nu gällande namn av Karel Presl och Christian Gottfried Daniel Nees von Esenbeck. Bulbostylis ciliata ingår i släktet Bulbostylis och familjen halvgräs. Inga underarter finns listade i Catalogue of Life.